# Асплунд, Лиллиан
Лиллиан Гертруд Асплунд (англ. Lillian Gertrud Asplund; 21 октября 1906, Вустер, Массачусетс, США — 6 мая 2006, Шрусбери, Массачусетс, США) — была одной из трёх последних выживших после крушения «Титаника». Она была последней выжившей американкой, а также последней выжившей с живыми воспоминаниями о катастрофе.

## Ранняя жизнь
Лиллиан Асплунд родилась 21 октября 1906 года в Вустере, штат Массачусетс, в семье выходцев из Швеции Карла и Сельмы Асплунд. Прежде чем поселиться в Вустере, её родители недолгое время жили в Миссури. У Лиллиан был брат-близнец Карл Эдгар и два старших брата: Филип Оскар (р. 12 декабря 1898) и Кларенс Густав Хьюго (р. 17 сентября 1902).
В 1907 семья получила сообщение, что дед Лиллиан по отцовской линии умер в Швеции. Поскольку её отец был наследником имущества, семья договорилась о возвращении в Швецию, чтобы урегулировать вопросы по семейной ферме, находящейся рядом с деревней Альседа в Смоланде. Лиллиан, её родители и трое братьев отплыли из Бостона на борту лайнера «Ivernia», прибывшего в Ливерпуль 4 июля. Оттуда они отправились в Гётеборг, а затем в Альседу. Семья провела в Альседе следующие 4 3/4 года, занимаясь вопросами фермы и заботясь о бабушке Лиллиан. За это время Сельма родила ещё одного сына Эдвина Роя Феликса (19 марта 1909). В начале 1912 года семья была готова вернуться домой в Вустер и отец Лиллиан забронировал для семьи билеты на новом лайнере «White Star Line» «Титаник».

## На борту «Титаника»
Лиллиан, её родители и четверо братьев сели на «Титаник» в Саутгемптоне 10 апреля 1912 года в качестве пассажиров 3-го класса. Лиллиан было уже 5 лет и позже она вспоминала, что корабль «был очень большой и он был только что покрашен. Я помню, что мне не нравился запах свежей краски.»
Когда 14 апреля в 23:40 «Титаник» столкнулся с айсбергом, отец разбудил спящую семью, а затем сложил все важные бумаги (а также деньги) в карман. Лиллиан со своей матерью и братом Феликсом были посажены в шлюпку № 15. Позже Лиллиан вспоминала: «моя мама сказала, что она бы лучше осталась с ним [мои отцом] и вышла из шлюпки, но он ответил, что дети не должны быть одни. [Моя мама] держала Феликса на коленях, а я была между её коленей. Я думаю, она считала, что таким образом может держать меня немного теплее.» Позже она описывала тонущий корабль как погружение большого дома.
Карл, Карл-младший, Филип и Кларенс не пережили крушение. Из всех четверых было найдено только тело отца. Выдержка из отчёта:

№ 142, МУЖЧИНА, ПРИМЕРНЫЙ ВОЗРАСТ — 35 ЛЕТ, СВЕТЛЫЕ ВОЛОСЫ И УСЫ.
ОДЕЖДА — Коричневое пальто и жилет; брюки в полоску; чёрные ботинки.
ИМУЩЕСТВО — золотые часы; две записные книжки; золотая цепочка и медальон; брошь с надписью «Ф. от А.»; ключи; нож; простое золотое кольцо.
НИКАКИХ ОТМЕТИН НА ТЕЛЕ ИЛИ ОДЕЖДЕ.
ТРЕТИЙ КЛАСС (7 БИЛЕТОВ).
ИМЯ — КАРЛ АСПЛУНД.
Тело Карла было захоронено на кладбище всех религий в Вустере.
Лиллиан, её мать и брат были спасены кораблём «Карпатия», который прибыл на место крушения около четырёх часов утра. Лиллиан и её брат были погружены в сумки мешковины и подняты на борт. Лиллиан вспоминала:

Женщина сняла с меня всю одежду. Моя одежда в спасательной шлюпке очень испачкалась и увлажнилась. Моя мама пыталась найти меня. Она говорила: «У меня дочь!» Что ж, нашла она меня. В итоге, моя одежда высохла и я надела её обратно. Нас, детей, отвели туда, куда приводят болеющих людей. Ну, не болеющих, а тех, кто нуждаются в уходе. Люди на «Карпатии» были очень добры к нам.

«Карпатия» прибыла в Нью-Йорк 18 апреля. Вскоре мать взяла Лиллиан и Феликса с собой в Вустер.
В неразберихе после катастрофы, вустерская газета сообщила, что мистер и миссис Асплунд были спасены вместе с Кларенсом, Лиллиан и Феликсом, а Филип и Карл утонули. В более позднем сообщении говорилось, что Сельма с двумя детьми находятся в местной больнице, а мистер Асплунд и Кларенс видимо находятся в другом месте. В последнем репортаже было подтверждено, что ни Карла, ни Кларенса не были среди выживших. 
Мать Лиллиан так и не смогла оправиться после потери мужа и трёх старших сыновей и отказывалась обсуждать катастрофу с кем-либо, заявив, что это просто неправильно. Лиллиан согласилась и всю дальнейшую жизнь практически никогда не говорила о тех событиях. Сельма умерла 15 апреля 1964 года, в 52-ю годовщину крушения, в возрасте 90 лет. Феликс, который никогда не женился и с которым жила Лиллиан, умер от пневмонии 15 марта 1983 года.

## Смерть
Лиллиан умерла в своём доме в Шрусбери 6 мая 2006 года, в возрасте 99 лет. Она была похоронена на Старом шведском кладбище в Вустере, рядом с отцом, матерью и братом.
После смерти Лиллиан, в живых остались лишь двое пассажиров «Титаника»: Барбара Уэст и Миллвина Дин; однако на момент крушения им не исполнилось и одного года, и ни одна из них не имела воспоминаний о катастрофе.
После её смерти билет на корабль, который она хранила в течение стольких лет, был продан на аукционе в 2009 году.